# Nüenchamm
Nüenchamm är en bergstopp i Schweiz.   Den ligger i kantonen Glarus, i den östra delen av landet, 130 km öster om huvudstaden Bern. Toppen på Nüenchamm är 1 904 meter över havet, eller 210 meter över den omgivande terrängen. Bredden vid basen är 1,5 km.
Terrängen runt Nüenchamm är huvudsakligen bergig, men åt sydost är den kuperad. Närmaste större samhälle är Mollis, 3,6 km väster om Nüenchamm. 
Trakten runt Nüenchamm består i huvudsak av gräsmarker. Runt Nüenchamm är det ganska glesbefolkat, med 24 invånare per kvadratkilometer.